# Partito Europeo
Il Partito Europeo (in greco: Ευρωπαϊκό Κόμμα, trasl. Evropaiko Komma) è stato un partito politico cipriota di orientamento centrista fondato nel 2005 a seguito della confluenza di due distinti soggetti politici:
- Nuovi Orizzonti (Neoi Orizontes), sorto nel 1996;
- Democrazia Europea (Evropaiki Dimokratia), soggetto nato nel 2004 con la denominazione Per l'Europa (Gia tin Evropi) a seguito di una scissione Raggruppamento Democratico.

Nel marzo 2016 il partito è confluito nel Movimento di Solidarietà.

## Risultati elettorali
| Elezione          | Voti   | %     | Seggi  |
| ----------------- | ------ | ----- | ------ |
| Europee 2004      | 36.112 | 10,80 | 1 / 6  |
| Parlamentari 2006 | 24.196 | 5,75  | 3 / 56 |
| Europee 2009      | 12.630 | 4,12  | 0 / 6  |
| Parlamentari 2011 | 15.711 | 3,88  | 2 / 56 |
| Europee 2014      | 97.732 | 37,75 | 0 / 6  |
| 1.                |        |       |        |